# TSテクノロジー
株式会社 Transition State Technology（英：Transition State Technology Company Limited）は、山口県宇部市に本社を置く企業。略称は「TSテクノロジー」または「TSTCL」。研究開発（化学合成分野）の受託を行う。

## 概要
山口大学工学部（常盤キャンパス）に拠点を置くベンチャー企業である。独立行政法人科学技術振興機構（JST）の独創的シーズ展開事業である大学発ベンチャー創出推進の平成19年度課題に採択され、JST支援の下で2008年（平成20年）6月に設立された。
山口大学大学院理工学研究科の堀憲次教授らの研究チームにより実用化されたCAS（理論計算を用いた合成支援）技術、in silico合成経路開発技術、遷移状態DB技術等を技術シーズとする。

## 事業内容
高性能計算機による理論計算（量子化学計算）を用いた、「化学合成支援に関する受託研究」が主な事業となっている。主に製薬や化学産業などの分野の企業の研究開発課題解決を図るソリューションビジネスを展開しており、企業研究の一部を「受託研究・開発」という形で請け負い、高精度の反応解析を実施、化学合成の支援を行う。
その他、遷移状態DB（TSDB）の運営・開発などを手がける。

## 沿革
- 2006年（平成18年）4月 - 山口大学の実用化研究助成プログラム採択。
- 2007年（平成19年）
  - 2月 - 財団法人やまぐち産業振興財団が実施している起業家養成カレッジで最優秀賞（山口銀行賞）を受賞。
  - 7月 - 独立行政法人科学技術振興機構の独創的シーズ展開事業である大学発ベンチャー創出推進[1] 採択。
- 2009年（平成21年）6月23日 - 株式会社Transition State Technologyとして設立。